# Diocesi di Mirina
La diocesi di Mirina (in latino Dioecesis Myrinensis) è una sede soppressa del patriarcato di Costantinopoli e una sede titolare della Chiesa cattolica.

## Storia
Mirina, identificabile con Kalavasi (Kalavasari) nell'odierna Turchia, è un'antica sede episcopale della provincia romana di Asia nella diocesi civile omonima. Faceva parte del patriarcato di Costantinopoli ed era suffraganea dell'arcidiocesi di Efeso.
La diocesi è documentata nelle Notitiae Episcopatuum del patriarcato di Costantinopoli fino al XII secolo.
Sei sono i vescovi conosciuti di questa antica diocesi. Al concilio di Efeso del 431 prese parte il vescovo Doroteo, il cui nome si trova nelle liste di presenza e in quelle delle sottoscrizioni nelle sedute del 22 giugno e del 22 luglio; tuttavia gli atti del concilio menzionano un altro vescovo di Mirina, Eustazio, che sottoscrisse una lettera inviata dai padri conciliari al clero e al popolo di Gerapoli di Siria, poco dopo il 26 giugno. Diverse sono le ipotesi su questa duplice presenza: o la sede era in competizione tra due vescovi; oppure Eustazio era vescovo di una sede omonima, ignota però alle fonti storiche; oppure si tratta di un errore nella trasmissione testuale.
Proterio intervenne al concilio di Calcedonia nel 451, dove fu chiamato in causa personalmente in due occasioni, quando si discusse la condanna da comminare al patriarca Flaviano, e quando si trattò di Bassiano e Stefano, metropoliti di Efeso che si disputavano la sede episcopale. Giovanni intervenne al secondo concilio di Costantinopoli nel 553. Costantino sottoscrisse gli atti del concilio in Trullo del 691/92. Cosma assistette al secondo concilio di Nicea nel 787. La sigillografia infine ha restituito il nome del vescovo Niceta, vissuto nell'XI secolo.
Dal XVIII secolo Mirina è annoverata tra le sedi vescovili titolari della Chiesa cattolica; la sede è vacante dall'11 settembre 1984.

## Cronotassi

### Vescovi greci
- Doroteo † (menzionato nel 431)
- Eustazio † (menzionato nel 431)
- Proterio † (menzionato nel 451)[9]
- Giovanni † (menzionato nel 553)
- Costantino † (prima del 691 - dopo il 692)
- Cosma † (menzionato nel 787)
- Niceta † (XI secolo)

### Vescovi titolari
- Matthaeus Prichard, O.F.M.Recoll. † (20 settembre 1713 - 22 maggio 1750 deceduto)
- Karl Aloys von Königsegg und Rothenfels † (12 marzo 1770 - 24 febbraio 1796 deceduto)
- John Ryan † (30 settembre 1825 - 17 marzo 1828 succeduto vescovo di Limerick)
- Pietro India † (1º febbraio 1836 - 1837 deceduto)
- François-Alexis Rameaux, C.M. † (11 dicembre 1838 - 14 luglio 1845 deceduto)
- Pierre Lavaissière, C.M. † (27 marzo 1846 - 19 dicembre 1849 deceduto)
- Raffaele Bacchettoni † (dopo il 13 dicembre 1880 - 1881 deceduto)
- Giovanni Rosati † (30 marzo 1882 - 14 marzo 1884 deceduto)
- Joseph-André Boyer, M.E.P. † (13 aprile 1886 - 8 marzo 1887 deceduto)
- Isidro Barriga † (26 giugno 1890 - 1894 deceduto)
- Maximilian Gereon von Galen † (16 luglio 1895 - 5 novembre 1908 deceduto)
- Joseph Gaudentius Anderson † (29 aprile 1909 - 2 luglio 1927 deceduto)
- Edward John Galvin, S.S.C.M.E. † (16 luglio 1927 - 11 aprile 1946 nominato vescovo di Hanyang)
- Alfred-Jean-Félix Ancel † (17 febbraio 1947 - 11 settembre 1984 deceduto)